# Billingborough
Billingborough är en ort och civil parish i Storbritannien.   Den ligger i grevskapet Lincolnshire och riksdelen England, i den sydöstra delen av landet, 150 km norr om huvudstaden London. Billingborough ligger 11 meter över havet och antalet invånare är 1 401.
Terrängen runt Billingborough är platt, och sluttar österut. Runt Billingborough är det ganska tätbefolkat, med 96 invånare per kvadratkilometer. Närmaste större samhälle är Sleaford, 12,4 km norr om Billingborough. Trakten runt Billingborough består till största delen av jordbruksmark.